# Chaetocnema sahlbergii
Chaetocnema sahlbergii es un coleóptero de la familia Chrysomelidae. Fue descrita científicamente en 1827 por Gyllenhaal.